# 2004年アテネオリンピックのオーストラリア選手団
2004年アテネオリンピックのオーストラリア選手団（2004ねんアテネオリンピックのオーストラリアせんしゅだん）は、2004年8月13日から8月29日にかけてギリシャの首都アテネで開催された2004年アテネオリンピックのオーストラリア選手団、およびその競技結果。

## 概要
今大会は金メダル17個、銀メダル16個、銅メダル17個の合計50個のメダルを獲得した。

## メダル
| メダル | 選手名 | 競技   | 種目                           |
| ------ | --- | ------ | ------------------------------ |
| 金     | イアン・ソープ | 競泳   | 男子200m自由形                 |
| 金     | イアン・ソープ | 競泳   | 男子400m自由形                 |
| 金     | グラント・ハケット | 競泳   | 男子1500m自由形                |
| 金     | ジョディ・ヘンリー | 競泳   | 女子100m自由形                 |
| 金     | ペトリア・トーマス | 競泳   | 女子100mバタフライ             |
| 金     | アリス・ミルズ リスベス・レントン ペトリア・トーマス ジョディ・ヘンリー サラ・ライアン                                                       | 競泳   | 女子4×100m自由形リレー         |
| 金     | ジャーン・ルーニー リーゼル・ジョーンズ ペトリア・トーマス ジョディ・ヘンリー ブルック・ハンソン アリス・ミルズ ジェシカ・シッパー           | 競泳   | 女子4×100mメドレーリレー       |
| 金     | ライアン・ベイリー | 自転車 | 男子スプリント                 |
| 金     | グレーム・ブラウン ブレット・ランカスター ブラッドリー・マギー ルーク・ロバーツ                                                              | 自転車 | 男子団体追抜き                 |
| 金     | グレーム・ブラウン スチュアート・オグレディ                                                                                                  | 自転車 | 男子マディソン                 |
| 金     | ライアン・ベイリー | 自転車 | 男子ケイリン                   |
| 金     | アナ・ミアーズ | 自転車 | 女子500mタイムトライアル       |
| 金     | セーラ・キャリガン | 自転車 | 女子ロードレース               |
| 銀     | ジョン・ステフェンセン マーク・オームロッド パトリック・ドウヤー クリントン・ヒル                                                            | 陸上   | 男子4×400mリレー               |
| 銀     | グラント・ハケット | 競泳   | 男子400m自由形                 |
| 銀     | グラント・ハケット マイケル・クリム ニコラス・スプレンガー イアン・ソープ アントニー・マトコビッチ テッド・ピアソン クレイグ・スティーブンス | 競泳   | 男子4×200m自由形リレー         |
| 銀     | ブルック・ハンソン | 競泳   | 女子100m平泳ぎ                 |
| 銀     | リーゼル・ジョーンズ | 競泳   | 女子200m平泳ぎ                 |
| 銀     | ペトリア・トーマス | 競泳   | 女子200mバタフライ             |
| 銀     | ブラッドリー・マギー | 自転車 | 男子個人追抜き                 |
| 銀     | ケイティ・マクティア | 自転車 | 女子個人追抜き                 |
| 銅     | ネーサン・ディークス | 陸上   | 男子20km競歩                   |
| 銅     | ジェーン・サビル | 陸上   | 女子20km競歩                   |
| 銅     | イアン・ソープ | 競泳   | 男子100m自由形                 |
| 銅     | リスベス・レントン | 競泳   | 女子50m自由形                  |
| 銅     | リーゼル・ジョーンズ | 競泳   | 女子100m平泳ぎ                 |
| 銅     | シェーン・ケリー | 自転車 | 男子ケイリン                   |
| 銅     | アナ・ミアーズ | 自転車 | 女子スプリント                 |
| 銅     | マイケル・ロジャース | 自転車 | 男子個人ロードタイムトライアル |